# بیماری‌های فراوانی
بیماری‌های فراوانی اصطلاحی است که گاهی در مورد گروهی از بیماری‌ها و شرایط بهداشتی استفاده می‌شود که عموماً گمان می‌شود به دلیل افزایش ثروت در جامعه ایجاد شده‌اند.  همچنین به این دسته از بیماری‌ها تحت عنوان "بیماری‌های غربی" نیز استناد می‌شود. این بیماری‌ها در مقابل بیماری‌هایی هستند که اصطلاحاً به بیماری‌های فقر معروفند- یعنی بیماری‌هایی که عمدتاً ناشی از فقر و ناداری هستند و به آن مربوط می‌شوند.

## موارد
از بیماری‌های فراوانی می‌توان به موارد زیر اشاره کرد:
سرطان روده بزرگ، سرطان ریه، سرطان پستان،سرطان خون، سرطان مغز کودکان،سرطان معده، سرطان کبد، دیابت، بیماری کرونر قلب ، چاقی و نقرس.